# نورث نیبلی
نورث نیبلی (به انگلیسی: North Nibley) یک روستا و محله مدنی در بریتانیا است که در Stroud District واقع شده‌است. نورث نیبلی ۸۸۳ نفر جمعیت دارد.